# 49-я пехотная дивизия (Российская империя)
49-я пехотная дивизия — пехотное соединение в составе Русской императорской армии.
Штаб дивизии: Пермь. Входила в 24-й армейский корпус.

## История дивизии
Дивизия сформирована в 1910 году.
11 февраля 1918 года приказано дивизию с её артиллерией расформировать.

### Боевые действия
49-я пехотная дивизия (генералы Пряслов и Некрасов) вписали в свой формуляр Миколаев, Галич (где взято 50 орудий), Хыров и Бескиды.— А. Керсновский. История русской армии
Дивизия – участница Люблин-Холмского сражения 9 – 22 июля 1915 г.

## Состав дивизии
- 1-я бригада (Вятка)
  - 193-й пехотный Свияжский полк
  - 194-й пехотный Троицко-Сергиевский полк
- 2-я бригада (Екатеринбург)
  - 195-й пехотный Оровайский полк
  - 196-й пехотный Инсарский полк
- 49-я артиллерийская бригада

## Командование дивизии

### Начальники дивизии
- 06.07.1910 — 05.07.1915 — генерал-майор (с 17.10.1910 генерал-лейтенант) Пряслов, Михаил Андреевич
- 05.07.1915 — хх.хх.1917 — генерал-майор (с 10.04.1916 генерал-лейтенант) Павлов, Дмитрий Петрович

### Начальники штаба дивизии
- 14.07.1910 — 10.09.1910 — полковник Фенстер, Иеремий Яковлевич
- 26.09.1910 — 05.12.1914 — полковник Ремезов, Александр Кондратьевич
- 19.01.1915 — 11.06.1915 — полковник Кавтарадзев, Александр Иванович
- 11.06.1915 — 19.10.1916 — подполковник (с 06.12.1915 полковник) Антонович, Александр Трифонович
- 27.10.1916 — 21.02.1917 — генерал-майор Мельников, Дмитрий Антонович
- 03.04.1917 — 19.08.1917 — полковник Алексеев, Константин Васильевич

### Командиры 1-й бригады
- 15.07.1910 — 26.10.1912 — генерал-майор Гандурин, Иван Константинович
- 26.10.1912 — 11.09.1914 — генерал-майор Домелунксен, Николай Фёдорович
- 11.09.1914 — 30.12.1914 — генерал-майор Корнилов, Лавр Георгиевич
- 24.01.1915 — 03.02.1915 — генерал-майор Матвеев, Михаил Львович
- 03.02.1915 — 09.03.1917 — генерал-майор Молчанов, Семён Егорович
- 07.06.1917 — хх.хх.хххх — генерал-майор Николас, Николай Дмитриевич

### Командиры 2-й бригады
- 25.06.1910 — 18.08.1912 — генерал-майор Семёнов, Николай Иванович
- 18.08.1912 — 11.06.1914 — генерал-майор Фотенгауер, Иван Александрович
- 11.06.1914 — 29.07.1914 — генерал-майор Есаулов, Александр Алексеевич

### Командиры 49-й артиллерийской бригады
- 30.07.1910 — 26.03.1915 — полковник (с 02.08.1910 генерал-майор) Котовский, Андрей Пантелеймонович
- 29.04.1915 — 12.05.1916 — генерал-майор Подгорецкий, Леонид Гаврилович
- 26.06.1916 — хх.хх.хххх — командующий полковник Штакельберг, Максимилиан Карлович